# 칼리노프스키올드필드쥐
칼리노프스키올드필드쥐(Thomasomys kalinowskii)는 비단털쥐과에 속하는 설치류이다. 페루에서만 발견된다.

## 분류학
종소명은 폴란드 동물학자 얀 칼리노프스키(Jan Kalinowski)의 이름을 따서 명명했다.

## 분포 및 서식지
페루 중부 안데스산맥에서 발견된다. 해발 2,050m와 3,673m 사이의 열대 우림에서 서식한다.